# Heinrich Bleichrodt

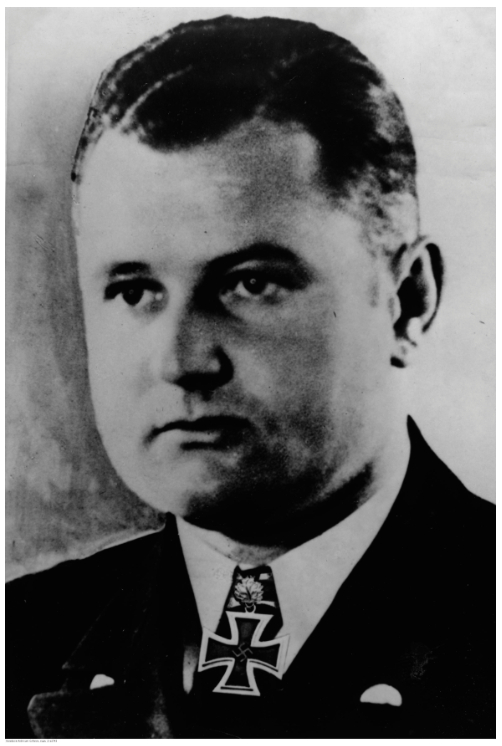
Heinrich Bleichrodt

Heinrich Bleichrodt, född 21 oktober 1909 i Berga, Preussen, Tyskland, död 9 januari 1977 i München, var en tysk ubåtsbefälhavare under andra världskriget på bland annat U48, U67 och U109. 
Korvettenkapitän (motsv. major) samt innehavare av Riddarkorset med eklöv 1942. Han sänkte totalt 152 300 ton allierat tonnage, och blev därmed det fjortonde främsta ubåtsässet under kriget.